# Municipio La Independencia
Koordinaten: 16° 13′ N, 91° 50′ W
La Independencia ist ein Municipio im mexikanischen Bundesstaat Chiapas. Das Municipio hat etwa 41.000 Einwohner und eine Fläche von 516,1 km². Verwaltungssitz ist das gleichnamige La Independencia, die größten Orte des Municipios sind hingegen El Triunfo und Venustiano Carranza.
Der Name dieses Ortes kommt aus dem Spanischen und bedeutet „die Unabhängigkeit“.
Das Municipio hat Anteil am Nationalpark Lagunas de Montebello.

## Geographie
Das Municipio La Independencia liegt im Südosten des mexikanischen Bundesstaats Chiapas auf Höhen zwischen 700 m und 1900 m. Es zählt zur Gänze zur physiographischen Provinz der Sierra Madre de Chiapas und liegt gänzlich in der hydrologischen Region Grijalva-Usumacinta. Die Geologie des Municipios wird zu 76 % von Kalkstein bestimmt bei 17 % Alluvionen und 5 % schluffigem Sandstein; vorherrschende Bodentypen sind Leptosol (26 %), Luvisol (20 %), Phaeozem (18 %), Acrisol (15 %) und Chernozem (13 %). Etwa 61 % der Gemeindefläche sind bewaldet, gut 25 % werden von Ackerland eingenommen, 12 % dienen als Weideland.
Das Municipio La Independencia grenzt an die Municipios Las Margaritas, La Trinitaria und Comitán de Domínguez.

## Bevölkerung
Beim Zensus 2010 wurden im Municipio 41.266 Menschen in 9.046 Wohneinheiten gezählt. Davon wurden 1.796 Personen als Sprecher einer indigenen Sprache registriert, darunter 811 Sprecher des Chuj, 383 Sprecher des Kanjobal und 202 Sprecher des Tojolabal. Gut 16,5 Prozent der Bevölkerung waren Analphabeten. 13.829 Einwohner wurden als Erwerbspersonen registriert, wovon 92,5 % Männer bzw. 1,2 % arbeitslos waren. Gut 49 % der Bevölkerung lebten in extremer Armut.

## Orte
Das Municipio La Independencia umfasst 112 bewohnte localidades, von denen der Hauptort sowie El Triunfo und Venustiano Carranza vom INEGI als urban klassifiziert sind. Zehn Orte wiesen beim Zensus 2010 eine Einwohnerzahl von über 1000 auf, 57 Orte hatten weniger als 100 Einwohner. Die größten Orte sind:
| Ort                    | Einwohner |
| El Triunfo             | 5.478     |
| Venustiano Carranza    | 5.081     |
| La Independencia       | 3.041     |
| San Antonio Buenavista | 1.887     |
| La Patria              | 1.616     |
| Francisco Sarabia      | 1.499     |
| Río Blanco             | 1.433     |
| Buenavista             | 1.403     |
| Emiliano Zapata        | 1.234     |
| Ojo de Agua            | 1.119     |
| Galeana                | 0.865     |
| San Isidro el Zapotal  | 0.848     |